# Leon Nollet
Leon Nollet (Wilrijk, 17 april 1932 – Rumst, 14 april 2016) was een Belgisch voetbalcoach en voetballer.

## Carrière

### Speler
Nollet maakte zijn debuut bij Beerschot AC. De middenvelder was in die dagen een ploegmaat van Rik Coppens, die enkele jaren later de eerste Gouden Schoen won. De twee keerden later allebei terug naar Beerschot, maar dan als trainer.
Na enkele seizoenen bij Beerschot stapte de Antwerpenaar over naar Sporting Charleroi, waar hij één seizoen bleef. Nollet kreeg onvoldoende speelkansen op het hoogste niveau en belandde daarom in 1957 bij tweedeklasser Cercle Brugge waar hij eveneens één jaar speelde. 
Na zijn periode bij Cercle kwam de middenvelder enkele seizoenen uit voor FC Kontich. In de lagere reeksen verdedigde hij de kleuren van nog enkele kleinere clubs. Zowel bij Kontich als bij de latere clubs waarvoor hij voetbalde, combineerde hij de functies van speler en trainer.

### Trainer
De Antwerpenaar droeg het hart op de tong en liet zich regelmatig horen langs de zijlijn. Ervaring deed hij als speler-trainer in de lagere reeksen op. Begin jaren 70 stopte hij met voetballen en concentreerde hij zich enkel op het trainerschap. Na het bescheiden KVC Jong Lede ging hij aan de slag bij 'zijn' Beerschot VAV. Daar werd hij na enkele maanden opgevolgd door zijn gewezen ploegmaat Coppens.
Enkele seizoenen later keerde Nollet terug op het hoogste niveau. Bij tweedeklasser AA Gent werd hij binnengehaald als vervanger voor de Roemeen Norberto Höfling. Nollet loodste Gent naar Eerste Klasse, maar werd even later wederom bedankt voor bewezen diensten. Han Grijzenhout nam het roer over.
Nollet kreeg een herkansing bij Beerschot, maar opnieuw liep de samenwerking niet van een leien dakje. Na een seizoen degradatievoetbal redde de club zich in eerste instantie, maar Beerschot werd later verplicht om te degraderen omwille van competitiefraude. Nollet zakte met zijn team naar Tweede Klasse en mocht in 1982 opstappen. Coppens volgde hem opnieuw op.
Na Beerschot werd Nollet coach van Sint-Niklase SK. Tijdens het seizoen 1985/86 stapte Antwerp FC-trainer Arie Haan over naar RSC Anderlecht. Nollet werd in de loop van het seizoen overtuigd om bij Antwerp als hoofdcoach het seizoen af te maken. Ook na afloop van het seizoen behield Antwerp het vertrouwen in Nollet, maar door daaropvolgende teleurstellende resultaten moest Nollet alsnog plaatsmaken voor de Duitser Georg Kessler. Nollet keerde vervolgens nooit meer terug in de hoogste afdeling.
Na de periode als trainer bij Antwerp FC was hij enkele jaren actief bij onder meer Beringen FC, Berchem Sport, KSC Hasselt en Stade Leuven. Bij die laatste club benoemde hij speler Jan Van Winckel tot zijn assistent. Anno jaren 80 was Nollet ook betrokken bij een voetbalschool die zijn naam droeg en later door het leven ging als de Wase Voetbalschool.